# پارک سیتی (کنتاکی)
پارک سیتی (به انگلیسی: Park City) شهری در ایالت کنتاکی کشور ایالات متحده آمریکا است که جمعیت آن در سرشماری سال ۲۰۱۰ میلادی، ۵۳۷ نفر بوده‌است.